# Jim Thomas
Jim Thomas (* 24. September 1974 in Canton) ist ein ehemaliger US-amerikanischer Tennisspieler.

## Karriere
Der Doppelspezialist gewann im Laufe seiner Karriere 14 Titel auf der ATP Challenger Tour und sechs auf Ebene der ATP Tour. Darüber hinaus stand er sieben weitere Male in einem ATP-Finale. Gemeinsam  mit seinem Landsmann Paul Goldstein zog er 2005 ins Halbfinale der US Open ein, wo sie den späteren Siegern Bob und Mike Bryan in zwei Sätzen unterlagen. Dies war Thomas’ bestes Grand-Slam-Resultat.
Seine höchste Platzierung in der Tennis-Weltrangliste erreichte er im Einzel mit Rang 288 am 2. November 1998 und im Doppel mit Platz 29 am 21. August 2006.

## Erfolge
| Legende (Anzahl der Titel)                      |
| Grand Slam                                      |
| Tennis Masters Cup                              |
| ATP World Tour Masters 1000                     |
| ATP International Series Gold                   |
| ATP International Series ATP World Tour 250 (6) |
| ATP Challenger Series ATP Challenger Tour (15)  |

| Titel nach Belag |
| Hartplatz (2)    |
| Sand (1)         |
| Rasen (3)        |

### Doppel

#### Turniersiege

##### ATP World Tour
| Nr. | Datum          | Turnier      | Belag     | Partner        | Finalgegner                       | Ergebnis         |
| --- | -------------- | ------------ | --------- | -------------- | --------------------------------- | ---------------- |
| 1.  | 8. Januar 2001 | Auckland     | Hartplatz | Marius Barnard | David Adams Martín Alberto García | 7:610, 6:4       |
| 2.  | 5. Juli 2004   | Newport (1)  | Rasen     | Jordan Kerr    | Grégory Carraz Nicolas Mahut      | 6:3, 6:75, 6:3   |
| 3.  | 19. Juli 2004  | Indianapolis | Hartplatz | Jordan Kerr    | Wayne Black Kevin Ullyett         | 6:77, 7:63, 6:3  |
| 4.  | 4. Juli 2005   | Newport (2)  | Rasen     | Jordan Kerr    | Graydon Oliver Travis Parrott     | 7:65, 7:65       |
| 5.  | 29. Mai 2006   | Pörtschach   | Sand      | Paul Hanley    | Oliver Marach Cyril Suk           | 6:3, 4:6, [10:5] |
| 6.  | 9. Juli 2007   | Newport (3)  | Rasen     | Jordan Kerr    | Nathan Healey Igor Kunizyn        | 6:3, 7:5         |

##### ATP Challenger Tour
| Nr. | Datum            | Turnier         | Belag         | Partner           | Finalgegner                           | Ergebnis          |
| --- | ---------------- | --------------- | ------------- | ----------------- | ------------------------------------- | ----------------- |
| 1.  | 7. Februar 1998  | West Bloomfield | Hartplatz     | Laurence Tieleman | Alejandro Hernández David Roditi      | 7:6, 6:4          |
| 2.  | 21. Februar 1998 | Singapur        | Hartplatz     | Laurence Tieleman | Jamie Holmes Andrew Painter           | 6:3, 3:6, 7:6     |
| 3.  | 4. Dezember 1999 | Urbana          | Hartplatz     | Paul Goldstein    | Bob Bryan Mike Bryan                  | 6:75, 7:65, 7:65  |
| 4.  | 28. Januar 2001  | Waikoloa        | Hartplatz     | Paul Goldstein    | Mike Bryan Paradorn Srichaphan        | 3:6, 6:4, 6:3     |
| 5.  | 20. Oktober 2001 | Helsinki        | Teppich (i)   | Tim Crichton      | Aleksandar Kitinov Jack Waite         | 6:3, 6:4          |
| 6.  | 9. Juni 2002     | Surbiton (1)    | Rasen         | André Sá          | David Adams Joshua Eagle              | 7:5, 2:6, 6:3     |
| 7.  | 3. November 2002 | Aachen          | Teppich (i)   | Tom Vanhoudt      | Thomas Shimada Takao Suzuki           | 6:74, 7:64, 6:3   |
| 8.  | 23. Juni 2003    | Braunschweig    | Sand          | Sebastián Prieto  | Juan Ignacio Carrasco Albert Montañés | 4:6, 6:1, 6:4     |
| 9.  | 6. Juni 2004     | Surbiton (2)    | Rasen         | Nathan Healey     | Alejandro Falla Glenn Weiner          | 6:3, 7:69         |
| 10. | 23. Oktober 2004 | Bolton          | Hartplatz (i) | Jeff Coetzee      | Melle van Gemerden Peter Wessels      | 7:5, 6:3          |
| 11. | 5. Juni 2005     | Surbiton (3)    | Rasen         | Jordan Kerr       | Richard Barker William Barker         | 6:2, 6:4          |
| 12. | 11. Juni 2006    | Surbiton (4)    | Rasen         | Jordan Kerr       | Wayne Arthurs Chris Guccione          | 6:2, 6:4          |
| 13. | 27. April 2008   | Bermuda         | Sand          | Harel Levy        | Chris Haggard Peter Luczak            | 6:74, 6:4, [11:9] |
| 14. | 18. Mai 2008     | Sanremo         | Sand          | Harel Levy        | Matthias Bachinger Daniel Brands      | 6:4, 6:4          |
| 15. | 9. August 2008   | Segovia         | Hartplatz     | Ross Hutchins     | Jaroslav Levinský Filip Polášek       | 7:63, 3:6, [10:8] |

#### Finalteilnahmen
| Nr. | Datum              | Turnier      | Belag         | Partner        | Finalgegner                   | Ergebnis          |
| --- | ------------------ | ------------ | ------------- | -------------- | ----------------------------- | ----------------- |
| 1.  | 20. November 2000  | Brighton     | Hartplatz (i) | Paul Goldstein | Jeff Tarango Michael Hill     | 3:6, 5:7          |
| 2.  | 30. April 2001     | Houston      | Sand          | Kevin Kim      | Mahesh Bhupathi Leander Paes  | 6:74, 2:6         |
| 3.  | 10. September 2001 | Taschkent    | Hartplatz     | Marius Barnard | Julien Boutter Dominik Hrbatý | 4:6, 6:3, [11:13] |
| 4.  | 31. Januar 2005    | Delray Beach | Hartplatz     | Jordan Kerr    | Simon Aspelin Todd Perry      | 3:6, 3:6          |
| 5.  | 13. Februar 2006   | San José     | Hartplatz (i) | Paul Goldstein | John McEnroe Jonas Björkman   | 6:72, 6:4, [7:10] |
| 6.  | 17. Juli 2006      | Indianapolis | Hartplatz     | Paul Goldstein | Bobby Reynolds Andy Roddick   | 4:6, 4:6          |
| 7.  | 2. Oktober 2006    | Tokio        | Hartplatz     | Paul Goldstein | Tripp Phillips Ashley Fisher  | 2:6, 5:7          |